# Diseño paramétrico
Se denomina diseño paramétrico a un proceso de diseño basado en un esquema algorítmico que permite expresar parámetros y reglas que definen, codifican y aclaran la relación entre los requerimientos del diseño y el diseño resultante
El diseño paramétrico es un paradigma de diseño en el cual la relación entre los elementos se utiliza para manipular y comunicar el diseño de geometrías y estructuras complejas. 
 El término "paramétrico" proviene de las matemáticas y se refiere al uso de parámetros o variables que permiten manipular o alterar el resultado final de una ecuación o sistema. Entre las fuerzas que interactúan con el modelo se cuentan los vientos, tormentas, nevadas, precipitaciones y cargas sísmicas, además factores asociados a la cultura (por ejemplo el uso de determinadas formas), y el uso que se dará a la estructura, también forman parte del proceso de diseño
Existen dos tipos principales de sistemas de modelado paramétrico:
- Los sistemas de propagación basados en calcular a partir de determinados datos las incógnitas utilizando un modelo de flujo de datos.
- Los sistemas de restricción que resuelven conjuntos de restricciones continuas y discretas.[4]

Sistema de restricciones que resuelven conjuntos de restricciones continuas y discretas.
El formulario de investigación, es una de las estrategias de aplicación de un sistema basado en la propagación. La idea detrás de la forma de investigación es optimizar ciertos objetivos de diseño teniendo en cuenta un conjunto de restricciones o condiciones de contorno que deben ser satisfechas por el diseño.

## Primeros usos

### Diseño paramétrico analógico

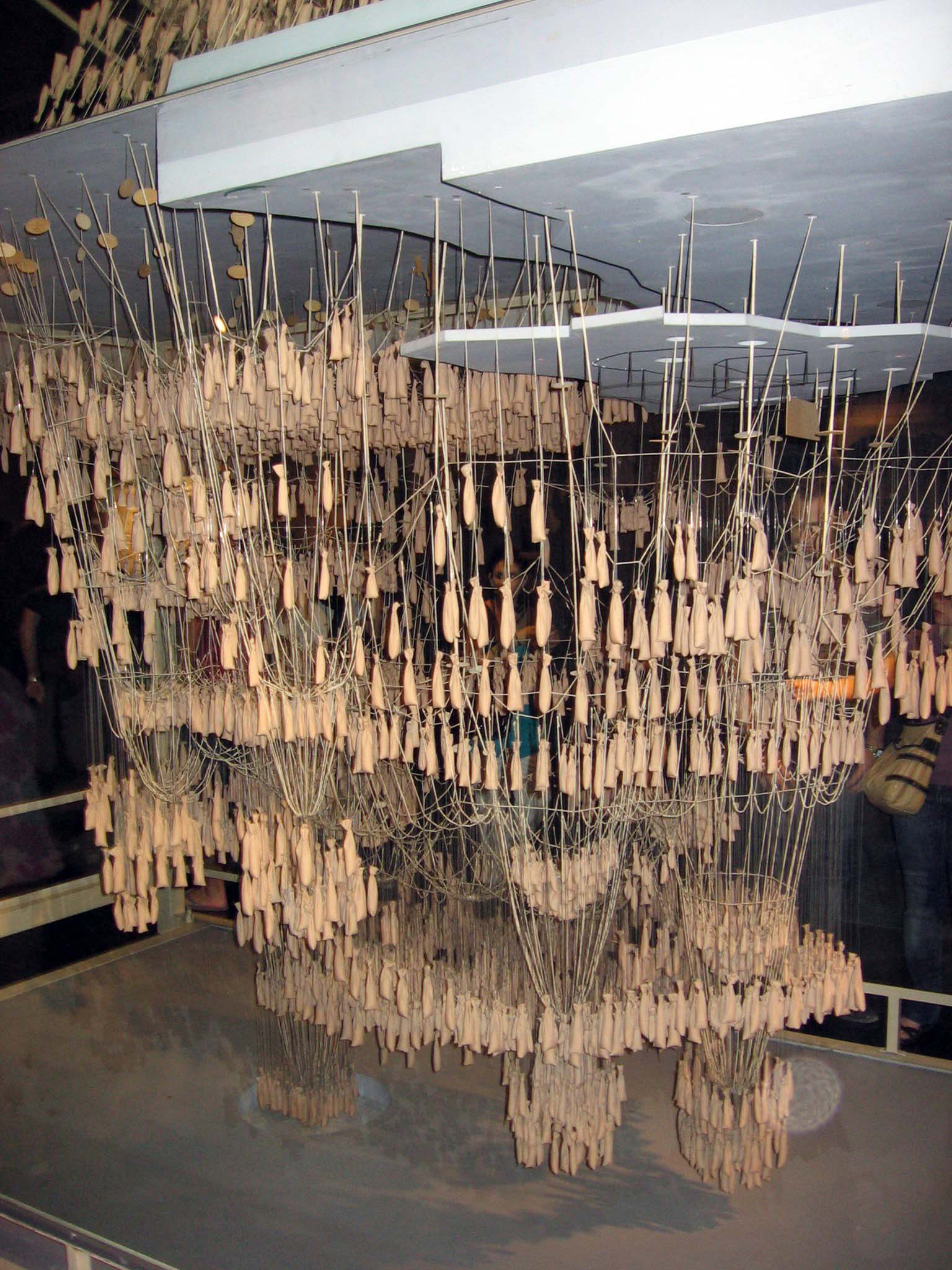
Un modelo de fuerza invertida de la Colònia Güell, Museo de la Sagrada Familia.

Uno de los primeros ejemplos de uso de diseño paramétrico fueron los modelos invertidos de iglesias utilizados por Antonio Gaudí. En su diseño de la Cripta de la Colonia Güell creó un modelo invertido de cuerdas cargadas con bolsas con perdigones para crear complejos techos abovedados y arcos. Mediante el ajuste de la posición de los pesos o la longitud de las cuerdas Gaudi analizó cómo alterar la forma de cada arco y también cómo este cambio influye en los arcos conectados a él. Después de completar el modelo, Gaudi tomaba fotografías del mismo para su posterior estudio.

### Propiedades del método
Este método tiene todas las propiedades de un modelo paramétrico:
- La longitud de cada cadena, el peso de perdigones y la ubicación del punto de anclaje de las mismas forman los parámetros de entrada independientes
- Las ubicaciones de los vértices de los puntos de las cadenas son los resultados del modelo
- Los resultados se derivan de las funciones explícitas, en este caso la gravedad y las leyes del movimiento de Newton.

Mediante la modificación de los parámetros de entrada individuales de estos modelos de Gaudí, se pueden generar diferentes versiones de su modelo. El modelo permite obtener las posiciones de los diferentes elementos estructurales (arcos, columnas) a partir de las formas de las curvas de catenaria resultantes de la acción de la fuerza de gravedad sobre los perdigones, sin tener que resolver analíticamente el engorroso y complejo sistema de ecuaciones paramétricas que lo representa.

### Block de dibujo
Cuando Gaudí utilizó leyes físicas para acelerar su cálculo de ecuaciones paramétricas, Ivan Sutherland miró la potencia de procesamiento de las computadoras digitales.
Ivan Sutherland creó un programa de diseño asistido por ordenador interactivo llamado Sketchpad. Con un lápiz de luz, los usuarios podían dibujar líneas y arcos que podrían estar relacionados entre sí utilizando restricciones. Estas limitaciones contenían todas las propiedades esenciales de ecuaciones paramétricas. Los usuarios podrían experimentar y explorar diferentes diseños mediante la alteración de los parámetros de una entidad y dejar a Sketchpad hacer los cálculos y volver a dibujar la geometría de acuerdo con las limitaciones que se imponían.

## Arquitectura
La naturaleza siempre ha servido de inspiración para arquitectos y diseñadores. La tecnología informática ha dado a los diseñadores y arquitectos las herramientas para analizar y simular la complejidad observada en la naturaleza y aplicarla a formas estructurales de construcción y los mecanismos de organización urbana. En la década de 1980 los arquitectos y los diseñadores comenzaron a usar las computadoras que ejecutan el software desarrollado para la industria aeroespacial y en movimiento industrias de imagen para "animar forma".
Uno de los primeros arquitectos y teóricos que utilizan las computadoras para generar arquitectura era Greg Lynn. Su  blob y arquitectura de pliegue es uno de los primeros ejemplos de la arquitectura generada por ordenador.

## Diseño urbano
Urbanismo paramétrico tiene que ver con el estudio y la predicción de los patrones de asentamiento. El arquitecto Frei Otto distingue de ocupación y de conexión ya que éstos son los dos procesos fundamentales que están involucrados con toda la urbanización.  Estudios miran en  producir soluciones que reducen longitud de la trayectoria global de los sistemas, manteniendo bajo el desvío promedio,  factor de diferenciación o fachada.

## Software
Archicad (Graphisoft-Nemetschek), AllPlan (Nemetschek), VectorWorks (Nemetschek),Revit (Autodesk) y muchos otros
Son Softwares paramétricos, con más de 37 años en el mercado. Permiten realizar un modelo de edificio virtual con elementos constructivos que permite obtener toda la documentación 2d (planos) a partir de este modelo, y los cómputos de los elementos constructivos modelados. Mantiene una estructura de archivo único o multiarchivo, lo que hace que toda la información esté centralizada en una única base de datos conectada actualizandose todo el tiempo para mantener la integridad del proyecto.
Algunos Se conectan con RHinoceros y Grasshopper (Archicad y Revit) para combinar las virtudes del diseño paramétrico y algorítmico con el modelo BIM para su mejor documentación y diseño y algunos otros tiene sus propios elnguajes de programación como Marionette (VectorWorks) o Dynamo (Revit)

### Vectorworks Marionette
Marionette es una herramienta de scripting gráfica de código abierto (o entorno de programación visual) para las industrias de diseño de arquitectura, ingeniería, construcción, paisajismo y entretenimiento que está integrada en las versiones Mac y Windows del software Vectorworks. La herramienta se puso a disposición por primera vez en la línea de productos de Vectorworks 2016. Marionette permite a los diseñadores crear algoritmos de aplicación personalizados que crean objetos paramétricos interactivos y agilizan los flujos de trabajo complejos, así como también crean flujos de trabajo 2D, modelado 3D y BIM automatizados dentro del software Vectorworks.
Construido en el lenguaje de programación Python, todo en Marionette consiste en nodos que están unidos en una disposición de diagrama de flujo. Cada nodo contiene un script de Python con entradas y salidas predefinidas a las que se puede acceder y modificar con un editor incorporado. Los nodos se colocan directamente en el documento de Vectorworks y luego se conectan para crear algoritmos complejos. Dado que Marionette está completamente integrada en el software Vectorworks, también se puede usar para crear objetos paramétricos totalmente autónomos que se pueden insertar en diseños nuevos y existentes.
Algunos aspectos que merecen ser mencionados también son: 
1. Marionette es la primera herramienta de su clase dentro (y totalmente integrado) a una aplicación BIM
2. Al estar integrado al proceso BIM, Marionette va más allá de simplemente optimizar flujos y permitir hacer objetos paramétricos, ya que tiene comunicación directa a las estructuras de organización de Vectorworks: capas, pisos, clases, información, clasificación IFC, etc.
3. Es el primer módulo en su clase compatible con sistemas Mac y PC.

### Catia
El sistema CATIA (Computer Aided three-dimensional Interactive Application- en español "Sistema interactivo tridimensional ayudado por ordenador") fue utilizado por el arquitecto Frank Gehry para diseñar algunos de sus galardonados edificios curvilíneos como por ejemplo el Museo Guggenheim de Bilbao. Gehry Technologies, la división de tecnología de su empresa ha creado su propio software de diseño paramétrico basado en su experiencia con CATIA, el cual se denomina Digital Project.

### Autodesk 3DS Max
3ds Max® es un sofisticado software de modelado 3D paramétrico que proporciona modelado, animación, simulación y completa solución de renderizacion para juegos, películas y artistas gráficos en movimiento. 3ds Max ofrece nuevas herramientas eficientes, rendimiento acelerado y flujos de trabajo optimizados para ayudar a aumentar la productividad en general para trabajar con los activos complejos, de alta resolución. 3ds Max utiliza el concepto de modificadores y parámetros de cable para controlar su geometría y le da al usuario la capacidad de escritura de su funcionalidad mediante el MAXScript como los lenguajes de programación Python

### Grasshopper 3d

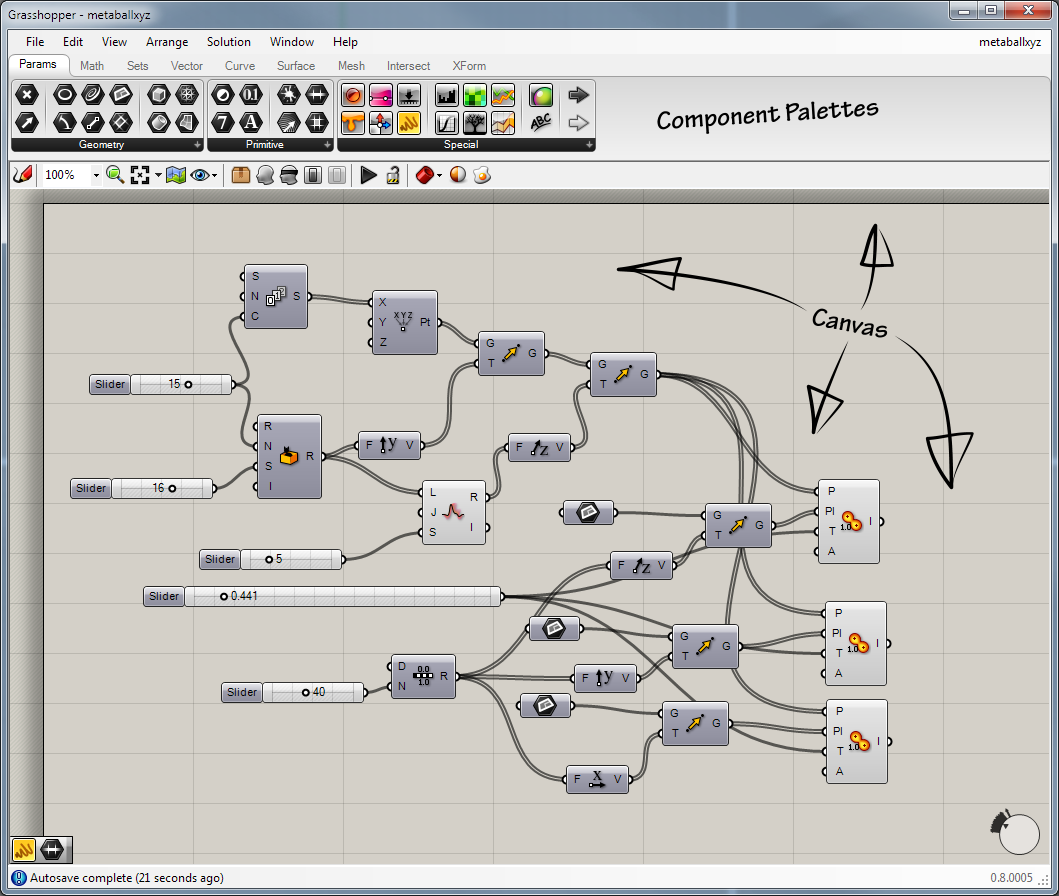
Grasshopper, lienzo de trabajo con algunos nodos

Grasshopper 3d es un plugin para Rhinoceros 3D que brinda a los usuarios una interfaz de lenguaje de programación visual para crear y editar geometría .
Los componentes o nodos son arrastrados sobre un lienzo con el fin de construir una definición saltamontes. Grasshopper se basa en diagramas que asignan el flujo de las relaciones de los parámetros, a través de funciones definidas por el usuario (los nodos), concluyendo en la generación de la geometría. Cuando el usuario modifica los parámetros o las causas de la geometría a los cambios se propaguen a través de todas las funciones y la geometría se vuelva a dibujar.

### Autodesk Revit
Autodesk Revit es un software de tipo BIM ( Building Information Modeling ) utilizado por arquitectos y otros profesionales de la construcción. Revit  permite crear modelos paramétricos tridimensionales a partir de información geométrica y no geométrica (sobre el diseño y la construcción). Cada cambio realizado en un elemento de Revit se propaga automáticamente a través del modelo de forma de mantener consistentes todos los componentes, opiniones y anotaciones. Esto facilita la colaboración entre los equipos de diseño y garantiza que toda la información generada (áreas de suelo, planillas, etc. ) se actualice dinámicamente cuando se realizan cambios en el modelo.

### Autodesk Dynamo
Dynamo es un entorno de programación de código abierto para el diseño gráfico . Dynamo se extiende el modelado de información con el entorno de datos y la lógica de un editor gráfico algoritmo.